# 破碎故事之心
《破碎故事之心》（英語：The Heart of a Broken Story）是美国作家J.D.塞林格创作的短篇小说，1941年9月首次发表于《时尚先生》杂志。 这部小说是塞林格首次获得商业成功的投稿作品，并引起了年轻读者的注意。 塞林格借这部小说嘲弄了当时许多刊物中流行的“男孩遇见女孩”的俗套故事。这是塞林格唯一一部以自己作为叙述者的故事。

## 简述
小说中展示了塞林格的幽默与反讽，同时也因其为塞林格首部以“爱情”为主题的小说而受到关注。
《时尚先生》杂志的编辑将该作品归类为讽刺而非小说。故事始于一个小伙子对公车上一个女孩的一见钟情，他开始幻想与这个漂亮女孩的相识。在俗套的“男孩遇见女孩”的故事中，男孩和女孩总是可以再次相遇的。可在这个故事结尾，他们再也没见面，小伙子遇见了另一个女孩，随即将前一个梦中情人抛诸脑后，而那个公车上的女孩呢，她甚至根本就不知道这个小伙子的存在。塞林格在故事结尾写道，“这就是为什么我从没给科利尔周刊写一个‘当男孩遇上女孩’的故事”。小说不仅嘲弄了俗套的爱情故事，同时也讽刺了当时流行的黑帮电影。 故事结尾的话也表明，除撰写商业作品赚钱外，塞林格也仍未放弃严肃文学创作。

### 脚注
1. ↑  SALINGER, J. D. . Esquire | The Complete Archive.   [2022-08-26]. （原始内容存档于2022-08-26） （美国英语）.
2. ↑  Starosciak, Kenneth. . Croixside Press. 1971  [2022-08-26]. （原始内容存档于2022-08-26） （英语）.
3. ↑  Bloom 2005，第151頁.
4. ↑  Slawenski 2011，第45頁.
5. ↑  Slawenski 2011，第46頁.